# Llista de minerals (lletra P)
Aquesta llista de minerals inclou els minerals que comencen amb la lletra P dels 6.174 minerals reconeguts per l'Associació Mineralògica Internacional (IMA, en anglès) fins el mes de agost 2025.
Es poden consultar tots els minerals ordenats de manera alfabètica en una llista simplificada o bé amb informació ampliada en els següents enllaços:
- A • B • C • D • E • F • G • H • I • J • K • L • M • N • O • P • Q • R • S • T • U • V • W • X • Y • Z

A la llista s'hi troben els diferents minerals classificats alfabèticament amb l'any de publicació (si es va publicar abans de l'aprovació per part de l'IMA), tot seguit de l'any d'aprovació per part de l'IMA i el codi del mineral segons la classificació de Nickel-Strunz. Per a cada mineral s'hi afegeixen fins a tres enllaços externs: a mindat.org, a webmineral.com i al Handbook of Mineralogy (Mineralogical Society of America).
Les abreviatures que es fan servir a la llista són les següents:
- "p.e." – procediment especial.
- Q ó "?" – qüestionable/dubtós (per l'IMA/CNMNC, mindat.org o mineralienatlas.de).
- N – publicat sense l'aprovació de l'IMA/CNMNC o sense l'aprovació de l'IMA però amb certa acceptació en la comunitat científica actualment.
- Rd ó red. – redefinició de...
- A: 1NNN – any de publicació.
- A: antic – conegut molt abans que hi haguessin publicacions.

## P

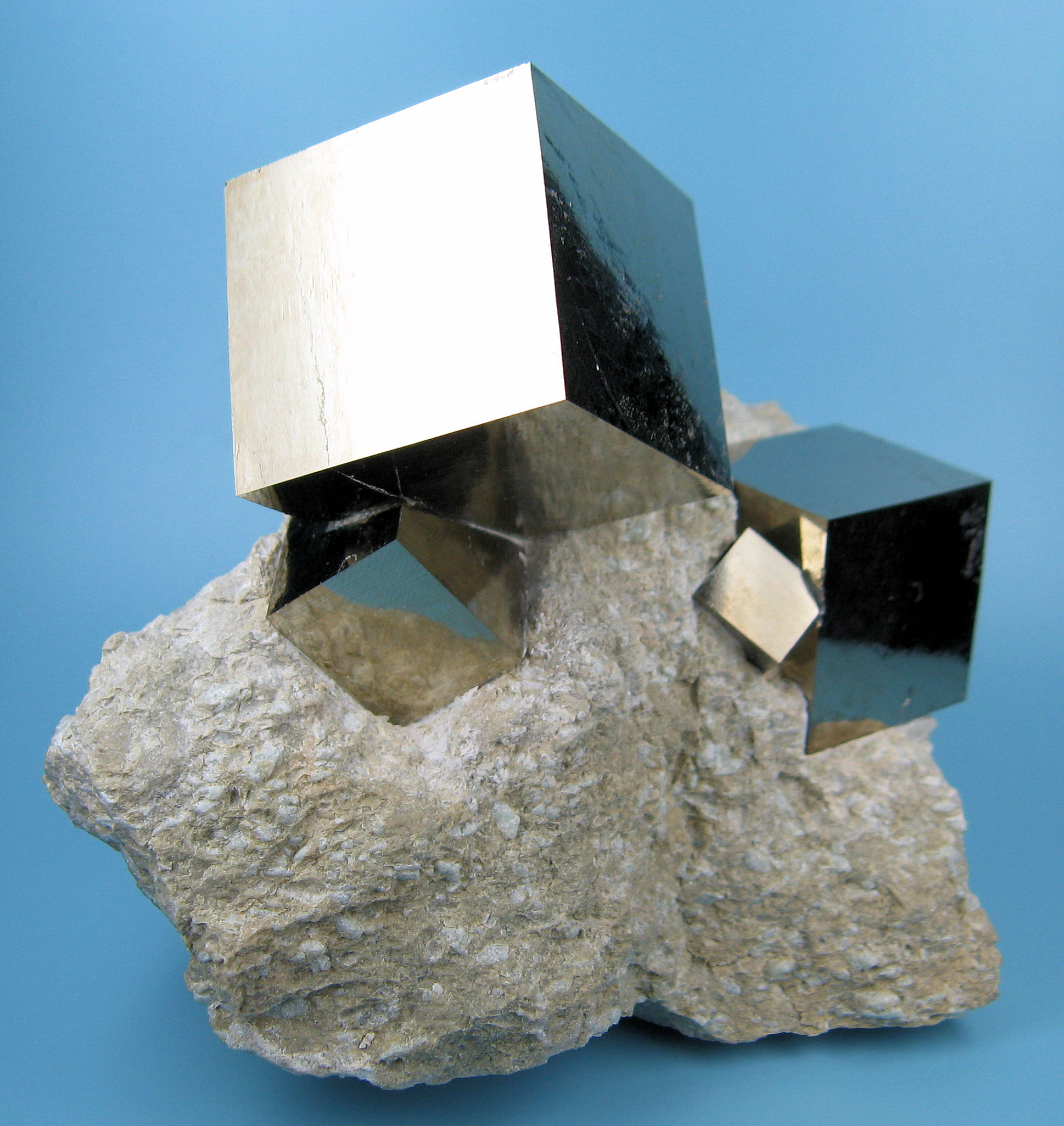
Cristalls cúbics de pirita sobre marga, procedents de Navajún, (La Rioja).

1. Pääkkönenita (1980-063) 02.DB.05
2. Paarita (2001-016) 02.HB.05a
3. Pabellondepicaïta (2023-104)
4. Pabstita (1964-022) 09.CA.05
5. Paceïta (2001-030) 10.AA.30
6. Pachnolita (Y: 1863) 03.CB.40
7. Packratita (2014–059)
8. Paddlewheelita (2017-098)
9. Padĕraïta (1983-091) 02.JA.10e
10. Padmaïta (1990-048) 02.EB.25
11. Paganoïta (1999-043) 08.BH.50
12. Pahasapaïta (1983-060b) 08.CA.25
13. Painita (Y: 1957) 06.AB.85
14. Pakhomovskyita (2004-021) 08.CE.40
15. Palarstanur (1976-058) 02.AC.20b
16. Palenzonaïta (1986-011) 08.AC.25
17. Palermoïta (Y: 1953) 08.BH.25
18. Pal·ladi (Y: 1803) 01.AF.10
19. Pal·ladinitaQ (Y: 1837) 04.AB.30
20. Pal·ladoarsenur (1973-005) 02.AC.25a
21. Pal·ladobismutarsenur (1975-017) 02.AC.25f
22. Pal·ladodimita (1997-028) 02.AC.25c
23. Pal·ladogermanur (2016-086)
24. Pal·ladosilicur (2014-080)
25. Pal·ladotal·lita (2019-009a)
26. Pal·ladseïta (1975-026) 02.BC.05
27. Palmierita (Y: 1907) 07.AD.40
28. Palygorskita (Y: 1862) 09.EE.20
29. Pampaloïta (2017-096)
30. Panasqueiraïta (1978-063) 08.BH.10
31. Pandoraïta-Ba (2018-024)
32. Pandoraïta-Ca (2018-036)
33. Panethita (1966-035) 08.AC.65
34. Panguïta (2010-057) 04.??
35. Panichiïta (2008-005) 03.??
36. Panskyita (2020-039)
37. Pansnerita (2016-103)
38. Panunzita (1978-050) 09.FA.05
39. Paolovita (1972-025) 01.AG.20
40. Papagoïta (1962 s.p.) 09.CE.05
41. Papikeïta (2022-145)
42. Paqueïta (2013-053) 09.??
43. Paraalumohidrocalcita (1976-027) 05.DB.05
44. Paraberzeliïta (2018-001)
45. Parabrandtita (1986-009) 08.CG.05
46. Parabutlerita (Y: 1938) 07.DC.10
47. Paracelsiana (Y: 1905) 09.FA.40
48. Paracoquimbita (Y: 1933) 07.CB.55
49. Paracostibita (1969-023) 02.EB.10e
50. Paradamita (Y: 1956) 08.BB.35
51. Paradimorfita (2020-101)
52. Paradocrasita (1969-011) 01.CA.15
53. Paradsasvarita (2012-077) 05.BA.??
54. Parahibbingita (2020-038a)
55. Paraierxovita (2009-025) 09.DF.15
56. Parafiniukita (2018-047)
57. Parafransoletita (1989-049) 08.CA.05
58. Parageorgbokiïta (2006-001) 04.JG.05
59. Paragonita (Y: 1843, 1998 s.p.) 09.EC.15
60. Paraguanajuatita (Y: 1949) 02.DC.05
61. Parahopeïta (Y: 1908) 08.CA.70
62. Parakeldyshita (1975-035) 09.BC.10
63. Parakuzmenkoïta-Fe (2001-007) 09.CE.30g
64. Paralabuntsovita-Mg (IMA 2000-A) 09.CE.30f
65. Paralammerita (2009-002) 08.AB.30
66. Paralaurionita (Y: 1899) 03.DC.05
67. Paralstonita (1979-015) 05.AB.40
68. Paramarkeyita (2021-024)
69. Paramelaconita (Y: 1891) 04.AA.15
70. Paramendozavilita (1982-010) 07.GB.45
71. Paramolibdomenita (2023-025)
72. Paramontroseïta (Y: 1955) 04.DB.15a
73. Paranatisita (1990-016) 09.AG.40b
74. Paranatrolita (1978-017) 09.GA.05
75. Paraniïta-(Y) (1992-018) 07.GA.15
76. Paraotwayita (1984-045a) 07.BB.45
77. Parapierrotita (1974-059) 02.HC.05f
78. Pararaisaïta (2017-110)
79. Pararammelsbergita (Y: 1940) 02.EB.10e
80. Pararealgar (1980-034) 02.FA.15b
81. Pararobertsita (1987-039) 08.DH.30
82. Parascandolaïta (2013-092) 03.??
83. Pararsenolamprita (1999-047) 01.CA.10
84. Parascandolaïta (2013-092) 03.??
85. Paraschachnerita (1971-056) 01.AD.15a
86. ParaschoepitaQ (Y: 1947) 04.GA.05
87. Parascholzita (1980-056) 08.CA.45
88. Parascorodita (1996-061) 08.CD.15
89. Parasibirskita (1996-051) 06.BC.20
90. Parasterryita (2010-033) 02.HC.40
91. Parasimplesita (Y: 1954) 08.CE.40
92. Paratacamita (Y: 1906) 03.DA.10c
93. Paratacamita-(Mg) (2013-014) 03.DA.??
94. Paratacamita-(Ni) (2013-013) 03.DA.??
95. Paratel·lurita (1962 s.p.) 04.DE.25
96. Paratimroseïta (2009-065) 04.??
97. Paratobermorita (2020-100)
98. Paratooïta-(La) (2005-020) 05.AD.20
99. Paratsepinita-Ba (2002-006) 09.CE.30b
100. Paratsepinita-Na (2003-008) 09.CE.30b
101. Paraumbita (1982-007) 09.DG.25
102. Paravauxita (Y: 1922) 08.DC.30
103. Paravinogradovita (2002-033) 09.DB.25
104. Parawulffita (2013-036) 07.??
105. Pargasita (Y: 1815, 2012 s.p. Rd) 09.DE.15
106. Parisita-(Ce) (Y: 1845, 1987 s.p.) 05.BD.20b
107. Parisita-(La) (2016-031)
108. Parisita-(Nd) (2024-013) 05.BD.20b
109. Parkerita (Y: 1937) 02.BE.20
110. Parkinsonita (1991-030) 03.DB.40
111. Parnauïta (1978-014) 08.DF.35
112. Parsettensita (Y: 1923) 09.EG.40
113. Parsonsita (Y: 1923) 08.EA.10
114. Partheïta (1978-026) 09.GB.35
115. Parwanita (1986-036a) 08.DO.40
116. Parwelita (1966-023) 08.BD.15
117. Pašavaïta (2007-059) 02.BE.30
118. Pascoïta (Y: 1914) 04.HC.05
119. Paseroïta (2011-069) 04.??
120. Patronita (Y: 1906, 2007 s.p.) 02.EC.10
121. Pattersonita (2005-049) 08.BL.25
122. Patynita (2019-018)
123. Pauflerita (2005-004) 07.BB.55
124. Pauladamsita (2015-005)
125. Paulgrothita (2021-004)
126. Paulingita-Ca (Y: 1997, 1997 s.p.) 09.GC.35
127. Paulingita-K (Y: 1960, 1997 s.p.) 09.GC.35
128. Paulišita (2023-031)
129. Paulkel·lerita (1987-031) 08.BM.10
130. Paulkerrita (1983-014) 08.DH.35
131. Paulmooreïta (1978-004) 04.JA.50
132. Pauloabibita (2012-090) 04.??.
133. Paulrobinsonita (2022-099a)
134. Paulscherrerita (2008-022) 04.GA.05
135. Pautovita (2004-005) 02.FB.20
136. Pavlovskyita (2010-063) 09.??
137. Pavonita (Y: 1954) 02.JA.05a
138. Paxita (Y: 1961, 1967 s.p.) 02.GB.15
139. Pearceïta (Y: 1833, 2006 s.p. Rd) 02.GB.15
140. Peatita-(Y) (2009-020) 08.??
141. Pecoraïta (1969-005) 09.ED.15
142. Pectolita (Y: 1828) 09.DG.05
143. Peisleyita (1981-053) 08.DO.15
144. Pekoïta (1975-014) 02.HB.05a
145. Pekovita (2003-035) 09.FA.65
146. Peligotita (2015-088)
147. Pellouxita (2001-033) 02.JB.35d
148. Pel·lyïta (1970-035) 09.DO.10
149. Penberthycroftita (2015-025)
150. Pendevilleïta-(Y) (2022-054)
151. Penfieldita (Y: 1892) 03.DC.15
152. Pengita (2022-068)
153. Penikisita (1976-023) 08.BH.20
154. Penkvilksita (1973-016) 09.EA.60
155. Pennantita (Y: 1946) 09.EC.55
156. Penobsquisita (1995-014) 06.GB.10
157. Penriceïta (2021-068)
158. Penroseïta (Y: 1926) 02.EB.05a
159. Pentagonita (1971-039) 09.EA.55
160. Pentahidrita (Y: 1951) 07.CB.20
161. Pentahidroborita (Y: 1961, 1967 s.p.) 06.BB.10
162. Pentlandita (Y: 1856) 02.BB.15
163. Penzhinita (1982-027) 02.BA.75
164. Peprossiïta-(Ce) (1990-002 Rd) 06.CA.45
165. Peprossiïta-(Y) (2024-046)
166. Perbøeïta-(Ce) (2011-055) 09.B?.
167. Perbøeïta-(La) (2018-116)
168. Perchiazziïta (2023-013)
169. Percleveïta-(Ce) (2002-023) 09.BC.35
170. Percleveïta-(La) (2019-037)
171. Peretaïta (1979-068) 07.DF.45
172. Perettiïta-(Y) (2014-109)
173. Perhamita (1975-019) 08.DO.20
174. Períclasi (Y: 1841) 04.AB.25
175. Perita (1962 s.p.) 03.DC.30
176. Perlialita (1982-032) 09.GC.25
177. Perloffita (1976-002) 08.BH.20
178. Permingeatita (1971-003) 02.KA.10
179. Perovskita (Y: 1839) 04.CC.30
180. Perraultita (1984-033) 09.BE.67
181. Perrierita-(Ce) (Y: 1950, 1987 s.p.) 09.BE.70
182. Perrierita-(La) (2010-089) 09.BE.70
183. Perroudita (1986-035) 02.FC.20c
184. Perryita (Y: 1965, 1968 s.p.) 01.BB.10
185. Pertlikita (2005-055) 07.CC.25
186. Pertoldita (2021-074)
187. Pertsevita-(F) (2002-030) 06.AB.75
188. Pertsevita-(OH) (2008-060) 06.AB.75
189. Petalita (Y: 1800) 09.EF.05
190. Petarasita (1979-063) 09.CJ.40
191. Petedunnita (1983-073) 09.DA.15
192. Peterandresenita (2012-084) 04.??.
193. Peterbaylissita (1993-041) 05.DC.25
194. Peterchinita (2023-050)
195. Petermegawita (2021-079)
196. Petersenita-(Ce) (1992-048) 05.AD.15
197. Petersita-(Ce) (2014-002) 08.DL.15
198. Petersita-(La) (2017-089) 08.DL.15
199. Petersita-(Y) (1981-064) 08.DL.15
200. Petewilliamsita (2002-059) 08.FA.25
201. Petitjeanita (1992-013) 08.BO.10
202. Petřičekita (2015-111)
203. Petrovicita (1975-010) 02.LB.40
204. Petrovita (2018-149a)
205. Petrovskaïta (1983-079) 02.BA.75
206. Petrukita (1985-052) 02.KA.05
207. Petscheckita (1975-038) 04.DH.35
208. Petterdita (1999-034) 05.DB.10
209. Petzita (Y: 1845) 02.BA.75
210. Pezzottaïta (2003-022) 09.CJ.60
211. Pfaffenbergita (2023-105)
212. Phaunouxita (1980-062) 08.CJ.40
213. Philipsbornita (1981-029) 08.BL.10
214. Philipsburgita (1984-029) 08.DA.35
215. Phil·lipsita-Ca (Y: 1972, 1997 s.p.) 09.GC.10
216. Phil·lipsita-K (Y: 1962, 1997 s.p.) 09.GC.10
217. Phil·lipsita-Na (Y: 1825, 1997 s.p.) 09.GC.10
218. Philrothita (2013-066) 02.??
219. Picaïta (2018-022)
220. Piccoliïta (2017-016)
221. Pickeringita (Y: 1844) 07.CB.85
222. Picotpaulita (1970-031) 02.CB.60
223. Picromerita (Y: 1955, 1982 s.p.) 07.CC.60
224. Picrofarmacolita (Y: 1819) 08.CH.15
225. Pieczkaïta (2014-005) 08.??
226. Piemontita (Y: 1853, 1962 s.p.) 09.BG.05
227. Piemontita-(Pb) (2011-087) 09.BG.05
228. Piemontita-(Sr) (1989-031) 09.BG.05
229. Piergorita-(Ce) (2005-008) 09.DL.10
230. Pierrotita (1969-036) 02.HC.05f
231. Pigeonita (Y: 1900, 1988 s.p.) 09.DA.10
232. PigotitaQ (Y: 1840) 10.AC.15
233. Pilanesbergita (2023-007)
234. Pilawita-(Y) (2013-125) 09.??
235. Pilipenkoïta (2022-017)
236. Pillaïta (1997-042) 02.JB.35c
237. Pilsenita (Y: 1853, 1982 s.p. Rd) 02.DC.05
238. Pinakiolita (Y: 1890) 06.AB.35
239. Pinalita (1988-025) 03.DC.55
240. Pinchita (1973-052) 03.DD.25
241. Pingguïta (1993-019) 04.JL.20
242. Pinnoïta (Y: 1884) 06.BB.05
243. PintadoïtaQ (Y: 1914) 08.FC.15
244. Piretita (1996-002) 04.JJ.15
245. Pirargirita (Y: 1831) 02.GA.05
246. Pirita (Y: old) 02.EB.05a
247. Piroaurita (Y: 1866 Rd) 05.DA.50
248. Pirobelonita (Y: 1919) 08.BH.40
249. Pirocroïta (Y: 1864) 04.FE.05
250. Pirofanita (Y: 1890) 04.CB.05
251. Pirofil·lita (Y: 1829) 09.EC.10
252. Pirolusita (Y: 1827, 1982 s.p.) 04.DB.05
253. Piromorfita (Y: 1813) 08.BN.05
254. Pirop (Y: 1803) 09.AD.25
255. Pirosmalita-(Fe) (Y: 1808, IMA 1985-L) 09.EE.10
256. Pirosmalita-(Mn) (Y: 1953, 2007 s.p.) 09.EE.10
257. Pirostilpnita (Y: 1868) 02.GA.10
258. Piroxferroïta (1970-001) 09.DO.05
259. Piroxmangita (Y: 1913) 09.DO.05
260. Pirrotita (Y: 1835) 02.CC.10
261. Pirquitasita (1980-091) 02.CB.15a
262. Pirssonita (Y: 1896) 05.CB.30
263. Pisekita-(Y)[n. 1]Q (Y: 1923) 04.??
264. Pitiglianoïta (1990-012) 09.FB.05
265. PitticitaQ (Y: 1808) 08.DB.05
266. Pittongita (2005-034a) 04.DH.45
267. Piypita (1982-097) 07.BC.40
268. Pizgrischita (2001-002) 02.JA.10d
269. PlagionitaI (Y: 1833) 02.HC.10b
270. Plancheïta (Y: 1908, 1967 s.p. Rd) 09.DB.35
271. Planerita (Y: 1862, 1998 s.p. Rd) 08.DD.15
272. Plašilita (2014-021) 07.??
273. Plata (A: antic) 01.AA.05
274. Platarsita (1976-050) 02.EB.25
275. Platí (Y: 1750) 01.AF.10
276. Plattnerita (Y: 1845) 04.DB.05
277. Plavnoïta
278. Playfairita (1966-019) 02.LB.30
279. Pleysteinita (2022-077)
280. Plimerita (2008-013) 08.BC.10
281. Pliniusita (2018-031)
282. Plom (A: antic) 01.AA.05
283. Plombierita (Y: 1858) 09.DG.08
284. Plumboagardita (2003-031a) 08.DL.15
285. Plumbofarmacosiderita (2016-109)
286. Plumboferrita (Y: 1881) 04.CC.45
287. Plumbofil·lita (2008-025) 09.EA.85
288. Plumbogaidonnayita (2022-095)
289. Plumbogummita (Y: 1819, 1999 s.p. Rd) 08.BL.10
290. Plumbojarosita (Y: 1902, 1987 s.p. Rd) 07.BC.10
291. Plumbojohntomaïta (2023-119)
292. Plumbonacrita (Y: 1889 Rd) 05.BE.15
293. Plumbopal·ladinita (1970-020) 01.AG.25
294. Plumboperloffita (2020-007)
295. Plumboselita (2010-028) 04.??
296. Plumbotel·lurita (1980-102) 04.??
297. Plumbotsumita (1979-049) 09.HH.20
298. PlumositaQ (Y: 1845) 02.??.
299. Podlesnoïta (2006-033) 05.BC.15
300. Poellmannita (2021-109)
301. Poiarkovita (1980-099) 03.DD.10
302. Poirierita (2018-026b)
303. Poitevinita (1963-010) 07.CB.05
304. Pokhodyashinita (2019-130)
305. Pokrovskita (1982-054) 05.BA.10
306. Polarita (1969-032) 02.AC.40
307. Poldervaartita (1992-012) 09.AF.90
308. Polekhovskyita (2018-147)
309. Polezhaevaïta-(Ce) (2009-015) 03.AB.35
310. Polhemusita (1972-017) 02.CB.05c
311. Poliarsita (2019-058)
312. Polibasita (Y: 1829, 2006 s.p. Rd) 02.GB.15
313. Policrasa-(Y) (Y: 1844, 1987 s.p.) 04.DG.05
314. Polidimita (Y: 1876) 02.DA.05
315. Polifita (1990-025) 09.BE.47
316. Polihalita (Y: 1817) 07.CC.65
317. Polilitionita (Y: 1884, 1998 s.p.) 09.EC.20
318. Polkanovita (1997-030) 02.AC.30
319. Polkovicita (1974-037) 02.CB.35a
320. Polloneïta (2014-093)
321. Pol·lucita (Y: 1846, 1997 s.p.) 09.GB.05
322. Polyakovita-(Ce) (1998-029) 09.BE.70
323. Pomita (2021-063)
324. Ponomarevita (1986-040) 03.DA.35
325. Popovita (2013-060) 08.??
326. Poppiïta (2005-018) 09.BG.20
327. Popugaevaïta (2019-115)
328. Portlandita (Y: 1933) 04.FE.05
329. Pošepnýita (2018-121a)
330. Posnjakita (1967-001) 07.DD.10
331. Postita (2011-060) 08.??
332. Potarita (Y: 1928) 01.AD.25
333. Potassicarfvedsonita (2003-043, 2012 s.p. Rd) 09.DE.25
334. Potassiccarfolita (2002-064) 09.DB.05
335. Potassicclorohastingsita (2005-007, 2012 s.p. Rd) 09.DE.15 )
336. Potassiccloropargasita (2001-036, 2012 s.p. Rd) 09.DE.15
337. Potassicferrileakeïta (2001-049, 2012 s.p. Rd) 09.DE.25
338. Potassicferroferrisadanagaïta (1997-035, 2012 s.p. Rd) 09.DE.15
339. Potassicferroferritaramita (1964-003, 2012 s.p. Rd) 09.DE.20
340. Potassicferropargasita (2007-053, 2012 s.p. Rd) 09.DE.15
341. Potassicferrosadanagaïta (1980-027, 2012 s.p. Rd) 09.DE.15
342. Potassicferrotaramita (2007-015, 2012 s.p. Rd) 09.D?
343. Potassicfluorohastingsita (2005-006, 2012 s.p. Rd) 09.DE.15
344. Potassicfluoropargasita (2009-091, 2012 s.p. Rd) 09.DE.10
345. Potassicfluororichterita (1986-046, 2012 s.p. Rd) 09.DE.20
346. Potassichastingsita (2018-160)
347. Potassicmagnesioarfvedsonita (2016-083)
348. Potassicmagnesiofluoroarfvedsonita (1985-023, 2012 s.p. Rd) 09.DE.25
349. Potassicmagnesiohastingsita (2004-027b, Rd 2012 s.p. Rd) 09.DE.15
350. Potassicmanganileakeïta (1992-032, 2012 s.p. Rd) 09.DE.25
351. Potassicpargasita (1994-046, 2012 s.p. Rd) 09.DE.15
352. Potassicrichterita (2017-102)
353. Potassicsadanagaïta (1982-102, 2012 s.p. Rd) 09.D?.
354. Potassiojeanlouisita (2018-050)
355. Pottsita (1986-045) 08.CG.25
356. Poubaïta (1975-015) 02.GC.40c
357. Poudretteïta (1986-028) 09.CM.05
358. Poughita (1966-048) 04.JN.10
359. Povondraïta (IMA 1990-E) 09.CK.05
360. Powel·lita (Y: 1891) 07.GA.05
361. Prachařita (2018-081)
362. Pradetita (1991-046, IMA 2006-D Rd) 08.CE.30
363. Prehnita (Y: 1789) 09.DP.20
364. Preisingerita (1981-016) 08.BO.10
365. Preiswerkita (1979-008) 09.EC.20
366. Preobrazhenskita (Y: 1956) 06.GB.15
367. Pretulita (1996-024) 08.AD.35
368. Prewittita (2002-041) 04.JG.??
369. Přibramita (2015-127)
370. Priceïta (Y: 1873) 06.EB.25
371. Priderita (Y: 1951) 04.DK.05
372. Princival·leïta (2020-056)
373. Pringleïta (1992-010) 06.GD.05
374. Priscillagrewita-(Y) (2020-002)
375. Prismatina (Y: 1886, 1996 s.p. Rd) 09.BJ.50
376. Probertita (Y: 1929) 06.EB.15
377. Prosopita (Y: 1853) 03.CD.10
378. Prosperita (1978-028) 08.CA.60
379. Prosxenkoïta-(Y) (2008-007) 09.AJ.35
380. Protasita (1984-001) 04.GB.10
381. Protoantofil·lita (2001-065, 2012 s.p. Rd) 09.DD.05
382. Protocaseyita (2020-090)
383. Protochabourneïta (2011-054) 02.??
384. Protoenstatita (2016-117)
385. Protoferroantofil·lita (1986-006, 2012 s.p. Rd) 09.DD.05
386. Protoferrosuenoïta (Y: 1998, 2012 s.p. Rd) 09.D?.
387. Protoowyheeïta (2024-021)
388. Proudita (1975-028) 02.JB.25d
389. Proustita (Y: 1832) 02.GA.05
390. Proxidecagonita (2018-038)
391. Proxitwelvefoldita (2024-034)
392. PrzhevalskitaQ (Y: 1956) 08.EB.10
393. Pseudoboleïta (Y: 1895, 2007 s.p.) 03.DB.10
394. Pseudobrookita (Y: 1878, 1988 s.p. Rd) 04.CB.15
395. PseudocotunnitaQ (Y: 1873) 03.DC.90
396. Pseudodickthomssenita (2021-027)
397. Pseudograndreefita (1988-017) 07.BD.65
398. PseudojohannitaH (2000-019) 07.EC.20
399. Pseudolaueïta (Y: 1956) 08.DC.30
400. Pseudolyonsita (2009-062) 08.AB.35
401. Pseudomalaquita (Y: 1813) 08.BD.05
402. Pseudomarkeyita (2018-114)
403. Pseudomeisserita-(NH4) (2018-166)
404. Pseudopomita (2021-064)
405. Pseudorútil (Y: 1966, 1994 s.p. Rd) 04.CB.25
406. Pseudosinhalita (1997-014) 06.AC.10
407. Pseudowol·lastonita (Y: 1959, 1962 s.p.) 09.CA.20
408. Pucherita (Y: 1871) 08.AD.40
409. Pumpel·lyïta-(Al) (2005-016) 09.BG.20
410. Pumpel·lyïta-(Fe²⁺) (1972-003, 1973 s.p.) 09.BG.20
411. Pumpel·lyïta-(Fe³⁺) (1972-003a, 1973 s.p.) 09.BG.20
412. Pumpel·lyïta-(Mg) (Y: 1925, 1973 s.p.) 09.BG.20
413. Pumpel·lyïta-(Mn²⁺) (1980-006) 09.BG.20
414. Puninita (2015-012)
415. Punkaruaivita (2008-018) 09.DB.15
416. Purpurita (Y: 1905) 08.AB.10
417. Puschridgeïta (2025-030)
418. Pushcharovskita (1995-048) 08.CA.55
419. Putnisita (2011-106) 07.??
420. Putoranita (1979-054) 02.CB.10b
421. Puttapaïta (2020-025)
422. Putzita (2002-024) 02.BA.70
423. Pyatenkoïta-(Y) (1995-034) 09.DM.10
424. Pyracmonita (2008-029) 07.??
425. Pyradoketosita (2019-132)